# 舞鶴中継局
舞鶴中継局（まいづるちゅうけいきょく）は京都府舞鶴市に置かれているテレビ・ラジオ中継局の総称である。

## 舞鶴テレビ・FM中継局

### デジタルテレビ放送
| リモコン 番号 | 放送局名           | チャンネル 番号 | 空中線 電力 | ERP | 偏波面   | 放送対象 地域 | 放送区域 内世帯数 | 運用開始日     |
| ------------- | ------------------ | --------------- | ----------- | --- | -------- | ------------- | ----------------- | -------------- |
| 1             | NHK 京都総合       | 25              | 10W         | 29W | 水平偏波 | 京都府        | 約3万世帯         | 2007年 11月1日 |
| 2             | NHK 大阪教育       | 13              | 10W         | 29W | 水平偏波 | 全国          | 約3万世帯         | 2007年 11月1日 |
| 4             | MBS 毎日放送       | 16              | 10W         | 35W | 水平偏波 | 近畿広域圏    | 約3万世帯         | 2007年 11月1日 |
| 5             | KBS 京都放送       | 23              | 10W         | 35W | 水平偏波 | 京都府        | 約3万世帯         | 2007年 11月1日 |
| 6             | ABC 朝日放送テレビ | 15              | 10W         | 35W | 水平偏波 | 近畿広域圏    | 約3万世帯         | 2007年 11月1日 |
| 8             | KTV 関西テレビ放送 | 17              | 10W         | 35W | 水平偏波 | 近畿広域圏    | 約3万世帯         | 2007年 11月1日 |
| 10            | ytv 讀賣テレビ放送 | 14              | 10W         | 35W | 水平偏波 | 近畿広域圏    | 約3万世帯         | 2007年 11月1日 |

- 所在地： 舞鶴市白杉（槇山）[1]
- 放送区域： 舞鶴市、宮津市、与謝野町、伊根町の各一部[1]
- 2007年8月31日に予備免許が交付され[2]、10月9日に試験放送を開始[3]。10月18日に本免許が交付され[4]、11月1日に本放送を開始した[1]。

### アナログテレビ放送
| チャンネル 番号 | 放送局名           | 空中線 電力       | ERP | 偏波面   | 放送対象 地域 | 放送区域 内世帯数 | 運用開始日      |
| --------------- | ------------------ | ----------------- | --- | -------- | ------------- | ----------------- | --------------- |
| 49              | NHK 大阪教育       | 映像100W/ 音声25W | -   | 水平偏波 | 全国          | -                 | 1964年 12月26日 |
| 51              | NHK 京都総合       | 映像100W/ 音声25W | -   | 水平偏波 | 京都府        | -                 | 1964年 12月26日 |
| 53              | MBS 毎日放送       | 映像100W/ 音声25W | -   | 水平偏波 | 近畿広域圏    | -                 | 1968年 10月27日 |
| 55              | ABC 朝日放送       | 映像100W/ 音声25W | -   | 水平偏波 | 近畿広域圏    | -                 | 1968年 10月27日 |
| 57              | KBS 京都放送       | 映像100W/ 音声25W | -   | 水平偏波 | 京都府        | -                 | 1970年 12月15日 |
| 59              | KTV 関西テレビ放送 | 映像100W/ 音声25W | -   | 水平偏波 | 近畿広域圏    | -                 | 1968年 10月27日 |
| 61              | ytv 讀賣テレビ放送 | 映像100W/ 音声25W | -   | 水平偏波 | 近畿広域圏    | -                 | 1968年 10月27日 |

- 所在地： デジタルテレビ放送に同じ
- 2011年7月24日をもってすべて廃止された。
- NHK総合テレビのみ、上述のアナログUHF中継局とは別に1960年4月1日に大阪放送局のアナログVHF中継局（1チャンネル、出力50W）が設置され[8]、1964年のアナログUHF中継局開局後も併用していたが[5]、1969年5月1日にアナログVHF中継局は廃止された[9]。
- NHK京都は2ch、MBSテレビは4ch、KBSテレビは5chまたは7ch、ABCテレビは6ch、関西テレビは8ch、読売テレビは10ch、NHK教育は12chに設定されていた。

### FMラジオ放送
| 周波数  | 放送局名               | 空中線 電力 | ERP  | 偏波面   | 放送対象 地域 | 放送区域 内世帯数 | 運用開始日                       |
| ------- | ---------------------- | ----------- | ---- | -------- | ------------- | ----------------- | -------------------------------- |
| 84.2MHz | NHK 京都FM             | 100W        | 340W | 水平偏波 | 京都府        | -                 | 1969年 3月1日 （1966年 3月26日） |
| 87.2MHz | α-STATION エフエム京都 | 100W        | 340W | 水平偏波 | 京都府        | -                 | -                                |

- 所在地： デジタルテレビ放送に同じ

## AMラジオ放送
| 周波数  | 放送局       | 呼出符号 | 空中線 電力 | 放送対象 地域  | 放送区域 内世帯数 | 運用開始日     | 所在地             |
| ------- | ------------ | -------- | ----------- | -------------- | ----------------- | -------------- | ------------------ |
| 585kHz  | NHK 大阪第1  | （JOOQ） | 500W        | 近畿広域圏     | -                 | 1946年 3月11日 | 舞鶴市浜1545-1     |
| 1215kHz | KBS 京都放送 | JOBO     | 2kW         | 京都府・滋賀県 | -                 | 1957年 4月8日  | 舞鶴市千歳字小磯74 |
| 1602kHz | NHK 大阪第2  | （JOOZ） | 100W        | 全国           | -                 | 1952年 7月19日 | 舞鶴市浜1545-1     |

- NHKラジオ第1の開設当初の呼出符号はJOBK8であった[15]。
- KBSは、一部独自放送を行うため、京都本局とは別の呼出符号となっている。また、以前の出力は1kWであった。
- NHKラジオ第1は、2002年3月10日に周波数・出力を変更した（100W→500W、1341KHz→585KHz）。
- NHKラジオ第1は、2015年2月2日の京都第1廃止にともない、京都局から大阪局の中継局に変更されている。